# Bernard Weber
Bernard Weber (Ginebra, Suïssa, 1952) és un cineasta, curador del museu de Le Corbusier, aviador i explorador canadenc nascut a Suïssa.
És especialment conegut per ser l'impulsor del projecte de les "7 Noves Meravelles del Món". (en anglès: New 7 Wonders of the World project). Va afirmar que internet és l'únic sistema democràtic per establir aquestes noves meravelles del Món. Segons ell mateix, destinaria el 50% dels beneficis a la reconstrucció dels Budes de Bamian. El projecte de Weber es va inaugurar amb un aterratge espectacular en el port de Sydney en la cerimònia inaugural dels Jocs Olímpics de l'any 2000.
Com a cineasta Bernard Weber es va traslladar a Roma l'any 1974 i va ser ajudant del director Federico Fellini. La primera pel·lícula dirigida per Weber va ser Hotel Locarno (1979). Més tard passà a viure a Mont-real, Canadà on va fer telefilms i dirigir la seva segona pel·lícula, Cheeeese amb Vincent Gardenia i Senta Berger. En homenatge a Antoine de Saint-Exupéry, l'any 1995 va fer el documental per a televisió titulat The Desert Prince.